# Tom Stafford (astrónomo)
| Los asteroides descubrieron fueron: 40 | Los asteroides descubrieron fueron: 40 |
| -------------------------------------- | -------------------------------------- |
| 12061 Alena                            | 21 de marzo de 1998                    |
| 12533 Edmond                           | 2 de junio de 1998                     |
| (13324) 1998 SK2                       | 13 de septiembre de 1998               |
| 13436 Enid                             | 17 de noviembre de 1999                |
| 13688 Oklahoma                         | 9 de septiembre de 1997                |
| (14165) 1998 UZ                        | 19 de octubre de 1998                  |
| (15162) 2000 GN2                       | 5 de abril de 2000                     |
| 15904 Halstead                         | 29 de septiembre de 1997               |
| (16820) 1997 VA3                       | 6 de noviembre de 1997                 |
| (18033) 1999 NR4                       | 14 de julio de 1999                    |
| (19632) 1999 RP39                      | 13 de septiembre de 1999               |
| (22825) 1999 RO39                      | 13 de septiembre de 1999               |
| (23201) 2000 SJ42                      | 27 de septiembre de 2000               |
| (24095) 1999 VN                        | 2 de noviembre de 1999                 |
| (24107) 1999 VS19                      | 12 de noviembre de 1999                |
| (25357) 1999 TM                        | 1 de octubre de 1999                   |
| (27085) 1998 UA1                       | 19 de octubre de 1998                  |
| (27219) 1999 EL                        | Marcha 9, 1999                         |
| (29822) 1999 DS2                       | 19 de febrero de 1999                  |
| (31246) 1998 DZ12                      | 24 de febrero de 1998                  |
| (33431) 1999 EK                        | Marcha 9, 1999                         |
| (39808) 1997 WQ25                      | 25 de noviembre de 1997                |
| (39842) 1998 BV25                      | 29 de enero de 1998                    |
| (40171) 1998 RS                        | 11 de septiembre de 1998               |
| (44474) 1998 NOSOTROS                  | 16 de noviembre de 1998                |
| (44478) 1998 WK6                       | 23 de noviembre de 1998                |
| (44886) 1999 VF1                       | 4 de noviembre de 1999                 |
| (44903) 1999 VR19                      | 12 de noviembre de 1999                |
| (47030) 1998 VG32                      | 12 de noviembre de 1998                |
| (49297) 1998 VY4                       | 11 de noviembre de 1998                |
| (58584) 1997 SE11                      | 29 de septiembre de 1997               |
| (65889) 1998 BB4                       | 23 de enero de 1998                    |
| (68009) 2000 YD4                       | 21 de diciembre de 2000                |
| (70426) 1999 TN                        | 1 de octubre de 1999                   |
| (70733) 1999 VV6                       | 8 de noviembre de 1999                 |
| (74791) 1999 SW6                       | 30 de septiembre de 1999               |
| (80249) 1999 WB9                       | 30 de noviembre de 1999                |
| (91906) 1999 VE24                      | 15 de noviembre de 1999                |
| (100640) 1997 VY3                      | 7 de noviembre de 1997                 |
| (103576) 2000 CG1                      | 4 de febrero de 2000                   |

Tom Stafford es un astrónomo americano que ha descubierto hasta 40 asteroides desde 1997, entre ellos se incluyen (12061) Alena, (12533) Edmond, (13436) Enid, (13688) Oklahoma y (15904) Halstead desde el Observatorio Zeno (código de observatorio 727) en Edmond, Oklahoma. Hijo de Joseph W. Stafford y Alena Ruth Robbins, tiene una hermana, Susan Halstead.